# Xanthorhoe malgassa
Xanthorhoe malgassa är en fjärilsart som beskrevs av Claude Herbulot 1954. Xanthorhoe malgassa ingår i släktet Xanthorhoe och familjen mätare. Inga underarter finns listade i Catalogue of Life.